# 卡羅琳·盧卡斯
卡羅琳·盧卡斯（英語：Caroline Lucas；1960年12月9日—），英國英格蘭和威爾斯綠黨政治家。她是該黨首位，也是迄今唯一一名下議員。

## 谴责中国政府
2020年9月8日在工党希柏恩·麦克唐纳的协调下，与包括英国保守党外交事务委员会主席托马斯·图根达特、自由民主党领袖爱德·戴维，以及英国绿党、苏格兰民族党和威尔士党在内的130多名议员给中国驻英大使刘晓明写信，联名谴责中国政府针对新疆维吾尔穆斯林的行为。